# Hamad Medjedovic
Hamad Medjedovic (în sârbă Hamad Međedović, cu alfabetul latin: Хамад Међедовић; n. 18 iulie 2003, Novi Pazar, Republica Serbia, Serbia și Muntenegru)  este un jucător sârb de tenis. La 16 octombrie 2023, Medjedovic a ajuns pe locul 102 mondial, cel mai bun din cariera sa în clasamentul ATP la simplu.